# Camélas
Camélas  est une commune française située dans l'est du département des Pyrénées-Orientales, en région Occitanie. Sur le plan historique et culturel, la commune est dans la région des Aspres, un minusule territoire roussillonnais compris entre les sillons de la Têt au nord et du Tech au sud qui tire son nom de la nature caillouteuse de ses sols.
Exposée à un climat méditerranéen, elle est drainée par la Comelade, le ruisseau du Soler et par deux autres cours d'eau. La commune possède un patrimoine naturel remarquable composé de trois zones naturelles d'intérêt écologique, faunistique et floristique.
Camélas est une commune rurale qui compte 463 habitants en 2022, après avoir connu une forte hausse de la population depuis 1975. Elle fait partie de l'aire d'attraction de Perpignan. Ses habitants sont appelés les Camélais ou  Camélaises.

## Géographie

### Localisation
La commune de Camélas se trouve dans le département des Pyrénées-Orientales, en région Occitanie.
Elle se situe à 19 km à vol d'oiseau de Perpignan, préfecture du département, à 17 km de Céret, sous-préfecture, et à 6 km de Thuir, bureau centralisateur du canton des Aspres dont dépend la commune depuis 2015 pour les élections départementales.
La commune fait en outre partie du bassin de vie de Thuir.
Les communes les plus proches sont : 
Corbère-les-Cabanes (2,5 km), Castelnou (3,5 km), Corbère (3,6 km), Saint-Féliu-d'Amont (4,2 km), Saint-Féliu-d'Avall (4,4 km), Millas (4,5 km), Thuir (4,7 km), Sainte-Colombe-de-la-Commanderie (5,4 km).
Sur le plan historique et culturel, Camélas fait partie de la région des Aspres. Compris entre les sillons de la Têt au nord et du Tech au sud, ce minuscule territoire roussillonnais tire son nom de la nature caillouteuse de ses sols.

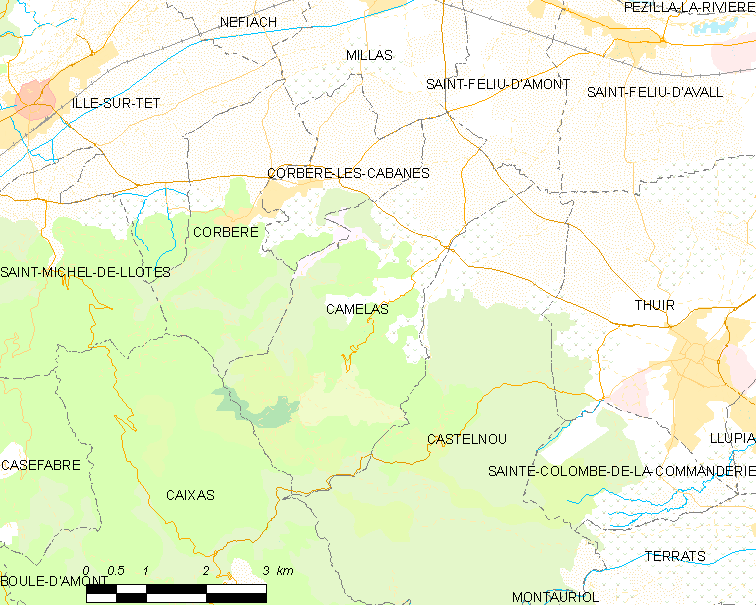
Situation de la commune.

| Corbère-les-Cabanes | Millas  | Saint-Féliu-d'Amont |
| Corbère             | Camélas |                     |
| Caixas              |         | Castelnou           |

### Géologie et relief

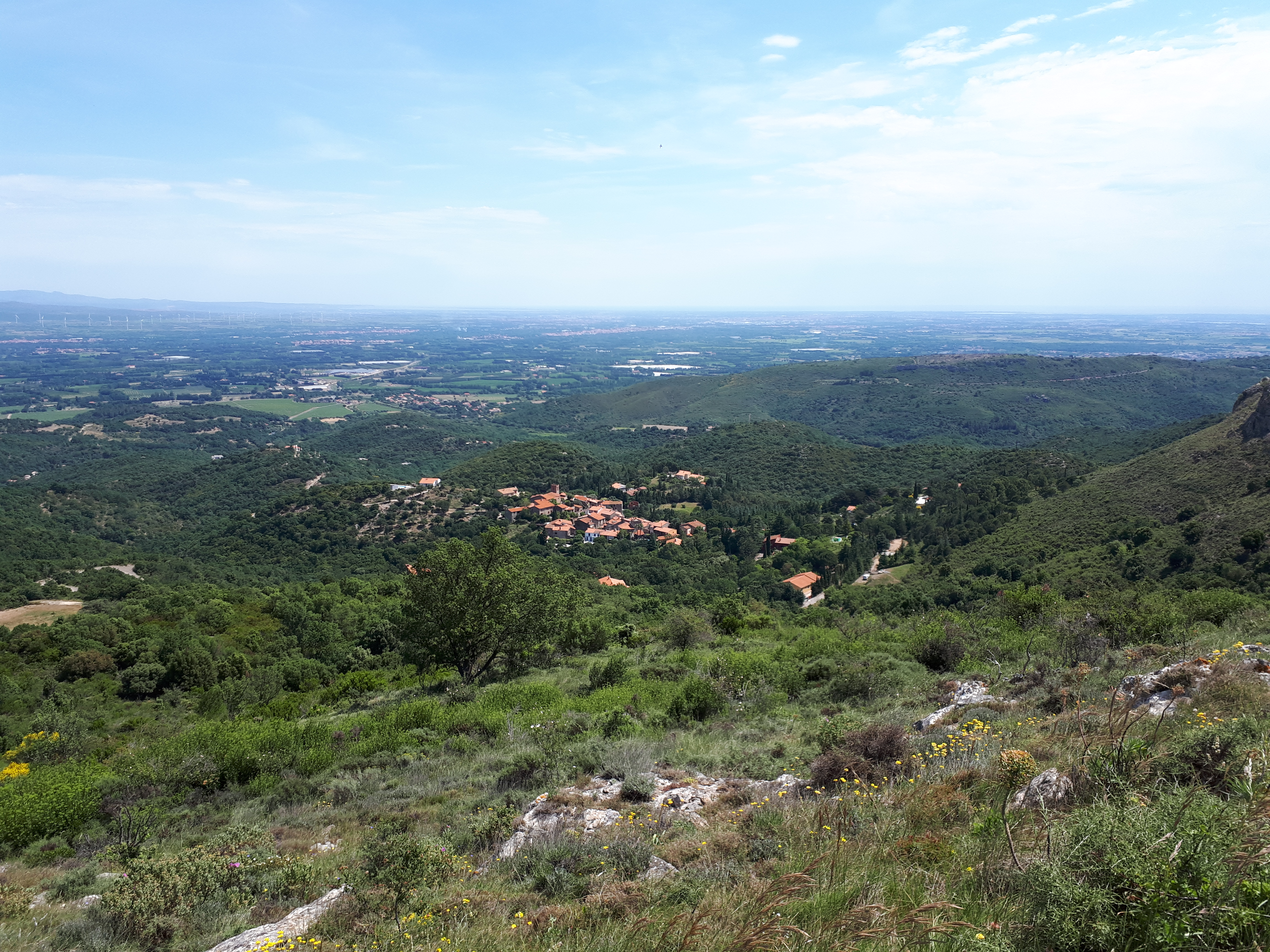
La commune de Camélas vue depuis le Serrat de Sant Martí, en regardant vers le nord-est. Le village de Camélas se trouve juste en dessous.
La commune est située sur le flanc nord de l'unité hercynienne des Aspres. Le Serrat de Sant Martí est un affleurement important de marbre dévonien. Le village et les collines environnantes reposent principalement sur des schistes, quartzites et microconglomérats d'âge ordovicien et cambrien. La partie la plus septentrionale de la commune repose sur des dépôts quaternaires de la plaine du Roussillon (bassin tectonique du Miocène),.

La superficie de la commune est de 1 272 hectares. L'altitude varie entre 118 et 520 mètres.
La commune est classée en zone de sismicité 3, correspondant à une sismicité modérée.

### Climat
Pour des articles plus généraux, voir Climat de l'Occitanie et Climat des Pyrénées-Orientales.
En 2010, le climat de la commune est de type climat méditerranéen franc, selon une étude du CNRS s'appuyant sur une série de données couvrant la période 1971-2000. En 2020, Météo-France publie une typologie des climats de la France métropolitaine dans laquelle la commune est exposée à un climat méditerranéen et est dans la région climatique Pyrénées orientales, caractérisée par une faible pluviométrie, un très bon ensoleillement (2 600 h/an), un air sec, particulièrement en hiver et peu de brouillards.
Pour la période 1971-2000, la température annuelle moyenne est de 14,5 °C, avec une amplitude thermique annuelle de 15,5 °C. Le cumul annuel moyen de précipitations est de 746 mm, avec 5,8 jours de précipitations en janvier et 3,5 jours en juillet. Pour la période 1991-2020, la température moyenne annuelle observée sur la station météorologique la plus proche, située sur la commune de Caixas à 8 km à vol d'oiseau, est de 15,5 °C et le cumul annuel moyen de précipitations est de 729,7 mm,. Pour l'avenir, les paramètres climatiques de la commune estimés pour 2050 selon différents scénarios d’émission de gaz à effet de serre sont consultables sur un site dédié publié par Météo-France en novembre 2022.

### Milieux naturels et biodiversité
L’inventaire des zones naturelles d'intérêt écologique, faunistique et floristique (ZNIEFF) a pour objectif de réaliser une couverture des zones les plus intéressantes sur le plan écologique, essentiellement dans la perspective d’améliorer la connaissance du patrimoine naturel national et de fournir aux différents décideurs un outil d’aide à la prise en compte de l’environnement dans l’aménagement du territoire.
Deux ZNIEFF de type 1 sont recensées sur la commune :
la « colline et grotte de Montou » (75 ha), couvrant 2 communes du département et 
les « crêtes de Camelas » (54 ha)
et une ZNIEFF de type 2, : 
le « massif des Aspres » (28 819 ha), couvrant 37 communes du département.

Carte des ZNIEFF de type 1 et 2 à Camélas.
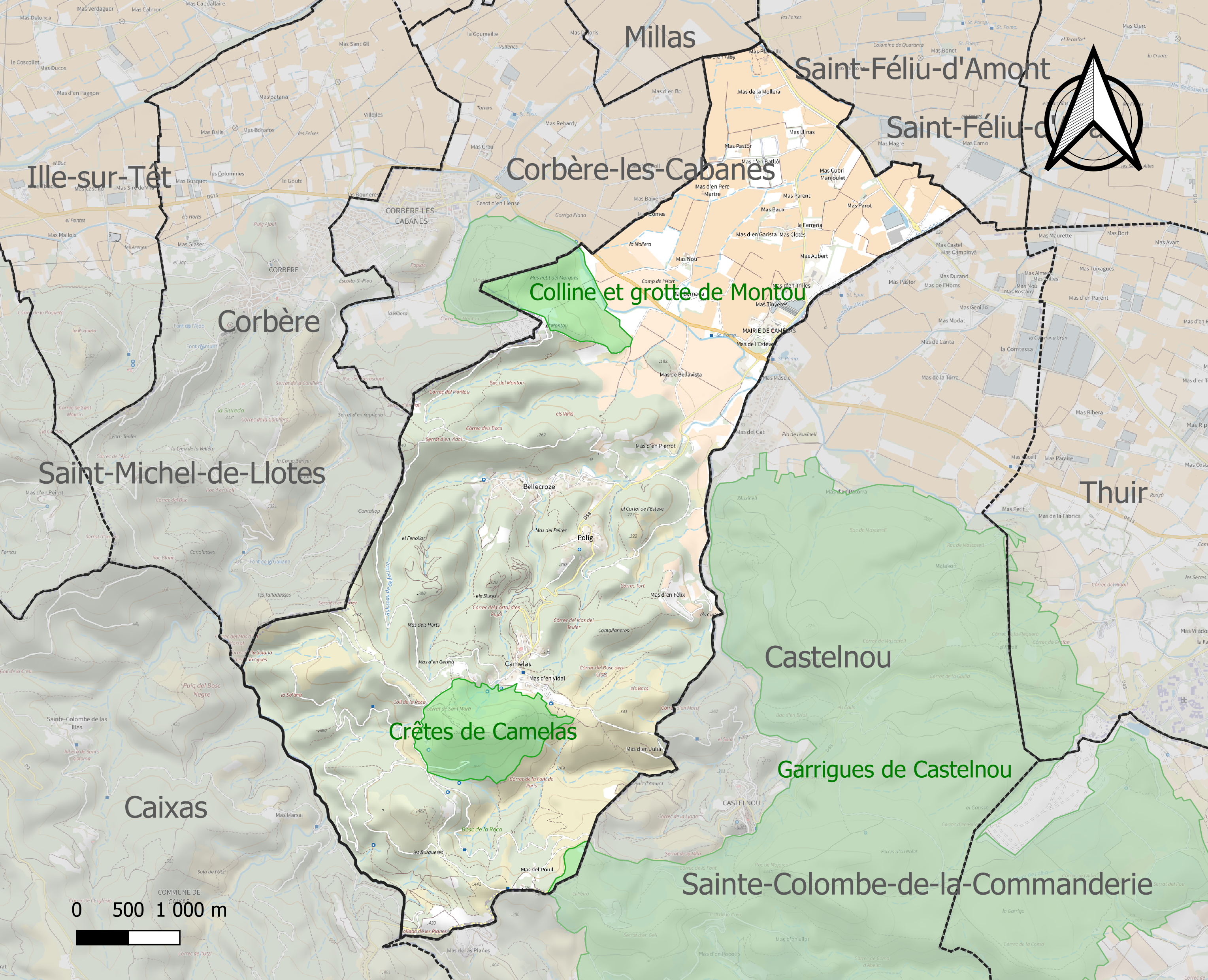
Carte des ZNIEFF de type 1 sur la commune.
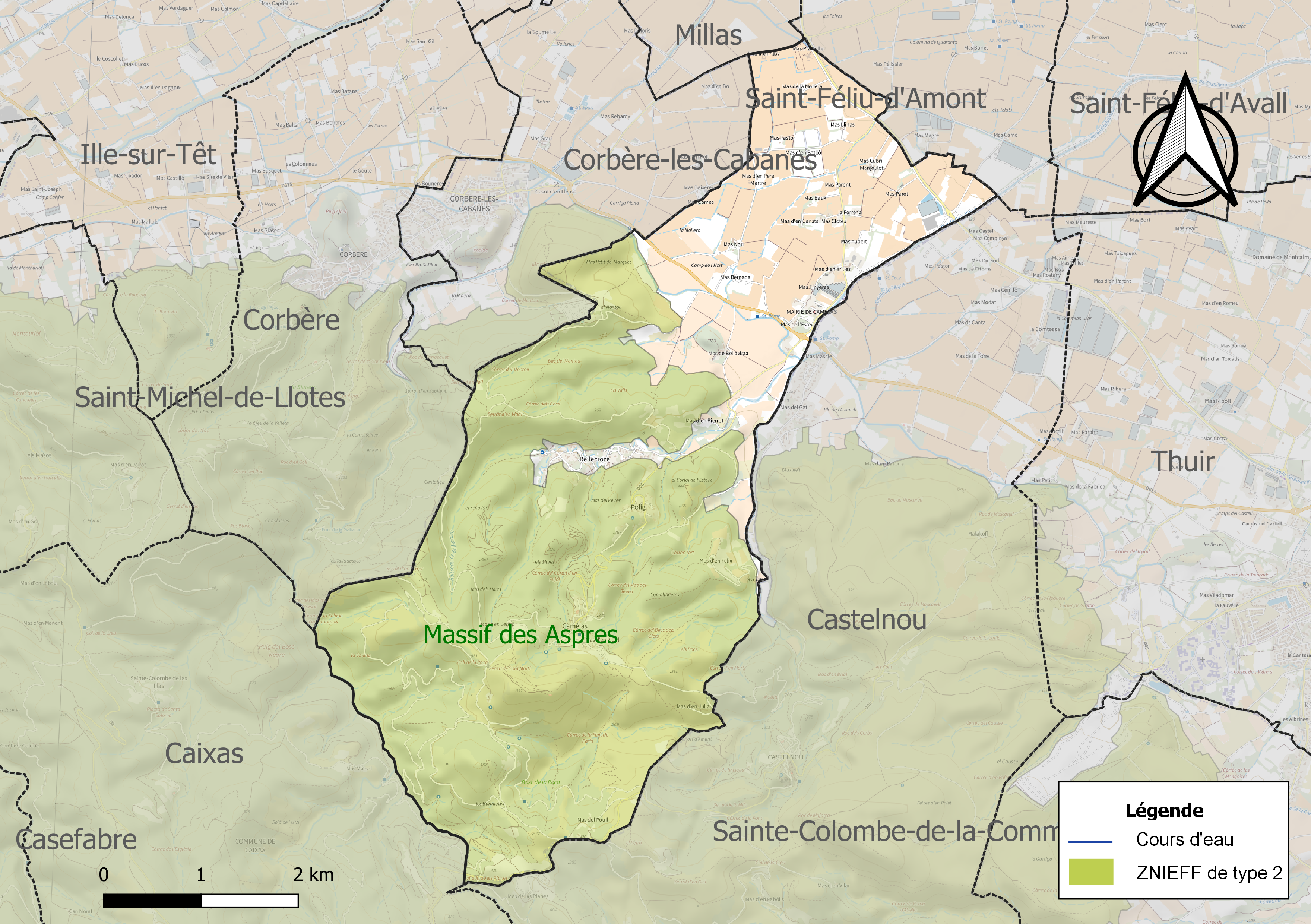
Carte de la ZNIEFF de type 2 sur la commune.

## Urbanisme

### Typologie
Au 1er janvier 2024, Camélas est catégorisée commune rurale à habitat dispersé, selon la nouvelle grille communale de densité à sept niveaux définie par l'Insee en 2022.
Elle est située hors unité urbaine. Par ailleurs la commune fait partie de l'aire d'attraction de Perpignan, dont elle est une commune de la couronne,. Cette aire, qui regroupe 118 communes, est catégorisée dans les aires de 200 000 à moins de 700 000 habitants,.

### Occupation des sols
L'occupation des sols de la commune, telle qu'elle ressort de la base de données européenne d’occupation biophysique des sols Corine Land Cover (CLC), est marquée par l'importance des forêts et milieux semi-naturels (64,6 % en 2018), une proportion identique à celle de 1990 (64,6 %). La répartition détaillée en 2018 est la suivante : 
milieux à végétation arbustive et/ou herbacée (32,5 %), forêts (32,2 %), cultures permanentes (29,8 %), zones agricoles hétérogènes (3,5 %), espaces verts artificialisés, non agricoles (1,5 %), zones urbanisées (0,7 %). L'évolution de l’occupation des sols de la commune et de ses infrastructures peut être observée sur les différentes représentations cartographiques du territoire : la carte de Cassini (XVIIIe siècle), la carte d'état-major (1820-1866) et les cartes ou photos aériennes de l'IGN pour la période actuelle (1950 à aujourd'hui).

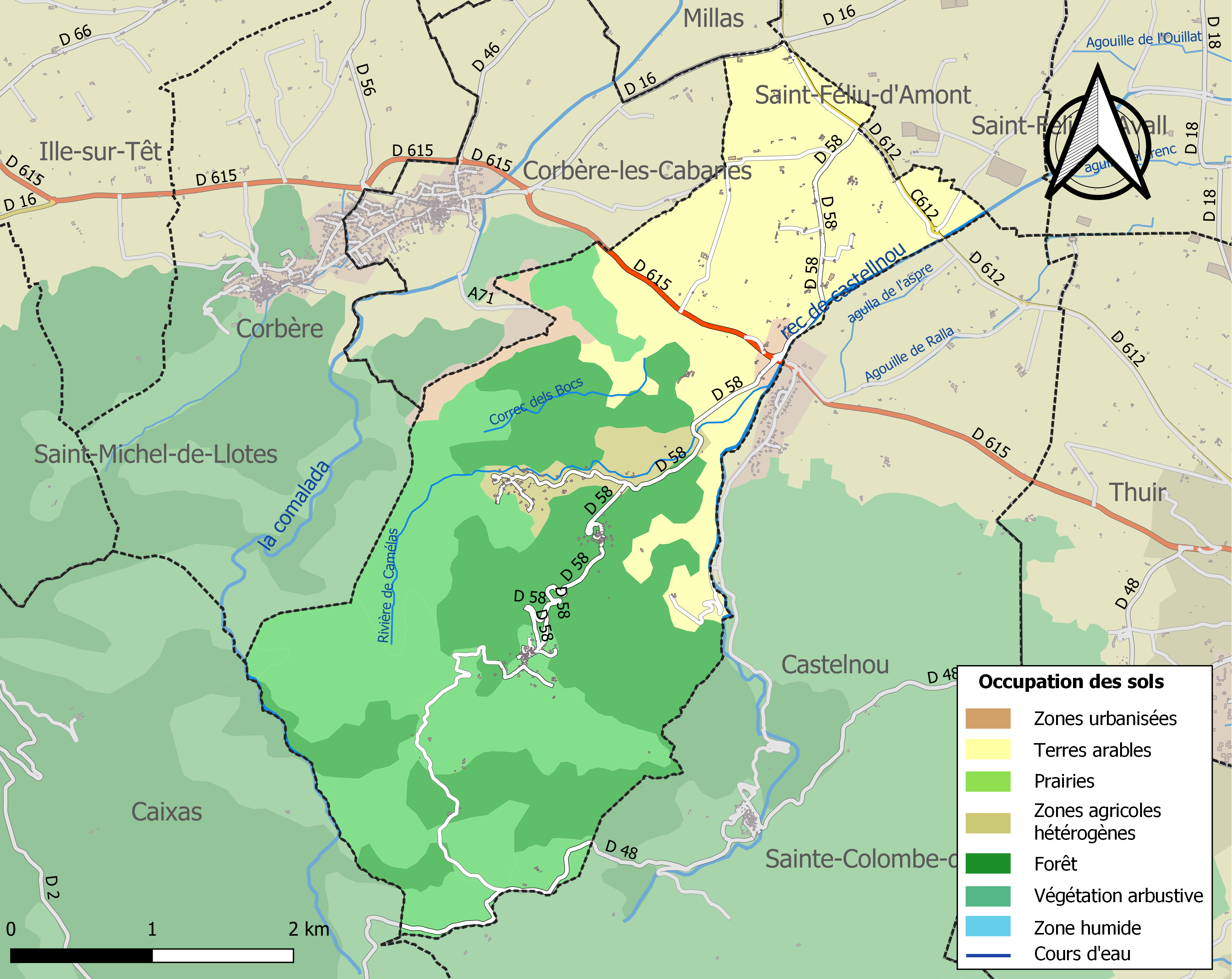
Carte des infrastructures et de l'occupation des sols de la commune en 2018 (CLC).

### Voies de communication et transports
La ligne 575 du réseau régional liO relie la commune à Thuir.
En 2023, un projet d'installation d'une antenne de télécommunications de 42 mètres de hauteur juste au-dessus du village provoque un mouvement d'opposition dans la population.

### Risques majeurs
Le territoire de la commune de Camélas est vulnérable à différents aléas naturels : inondations, climatiques (grand froid ou canicule), feux de forêts, mouvements de terrains et séisme (sismicité modérée). Il est également exposé à un risque particulier, le risque radon,.

#### Risques naturels
Certaines parties du territoire communal sont susceptibles d’être affectées par le risque d’inondation par crue torrentielle de cours d'eau du bassin de la Têt.
Les mouvements de terrains susceptibles de se produire sur la commune sont soit des mouvements liés au retrait-gonflement des argiles, soit des glissements de terrains, soit des chutes de blocs, soit des effondrements liés à des cavités souterraines. Une cartographie nationale de l'aléa retrait-gonflement des argiles permet de connaître les sols argileux ou marneux susceptibles vis-à-vis de ce phénomène. L'inventaire national des cavités souterraines permet par ailleurs de localiser celles situées sur la commune.

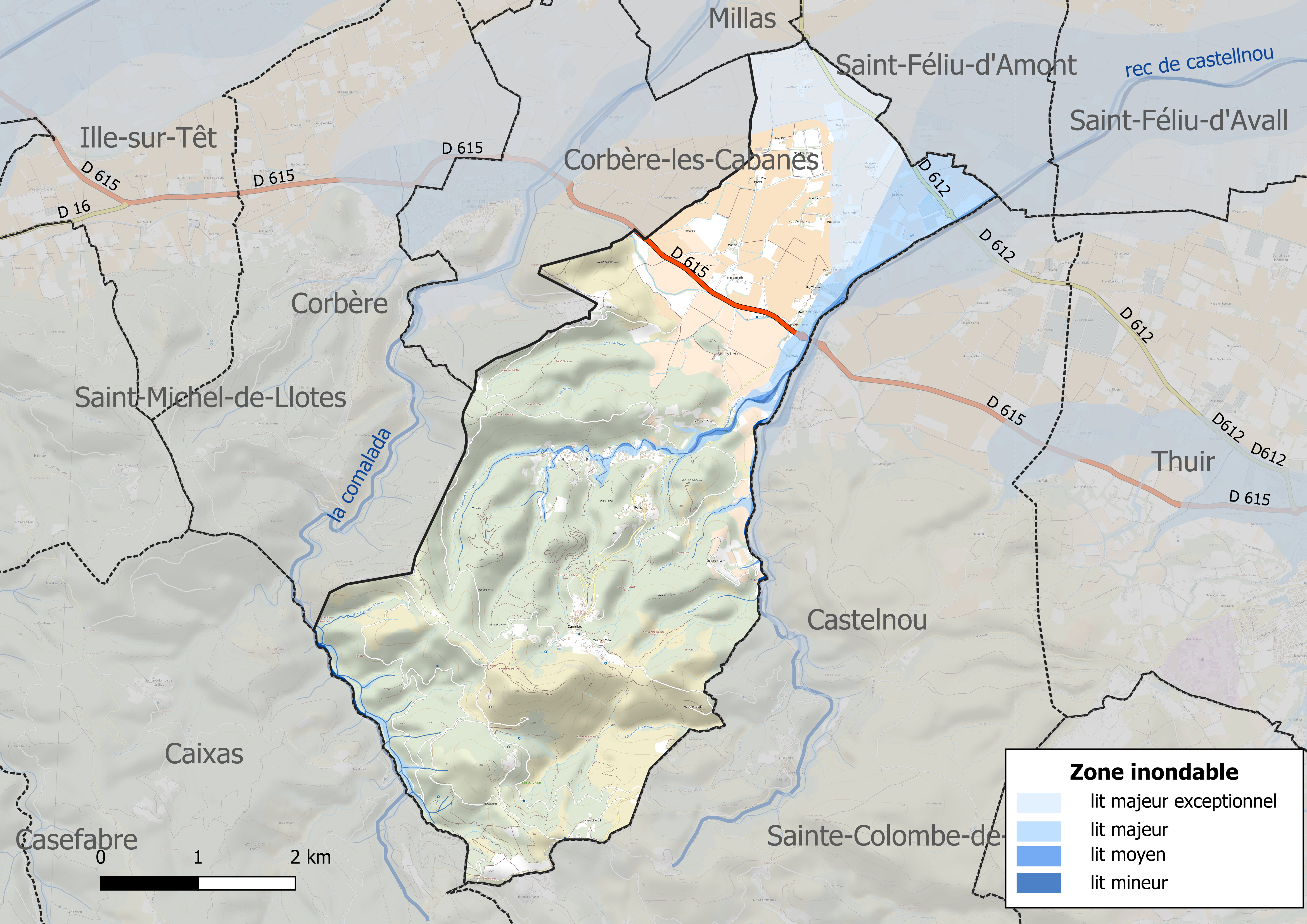
Carte des zones inondables.
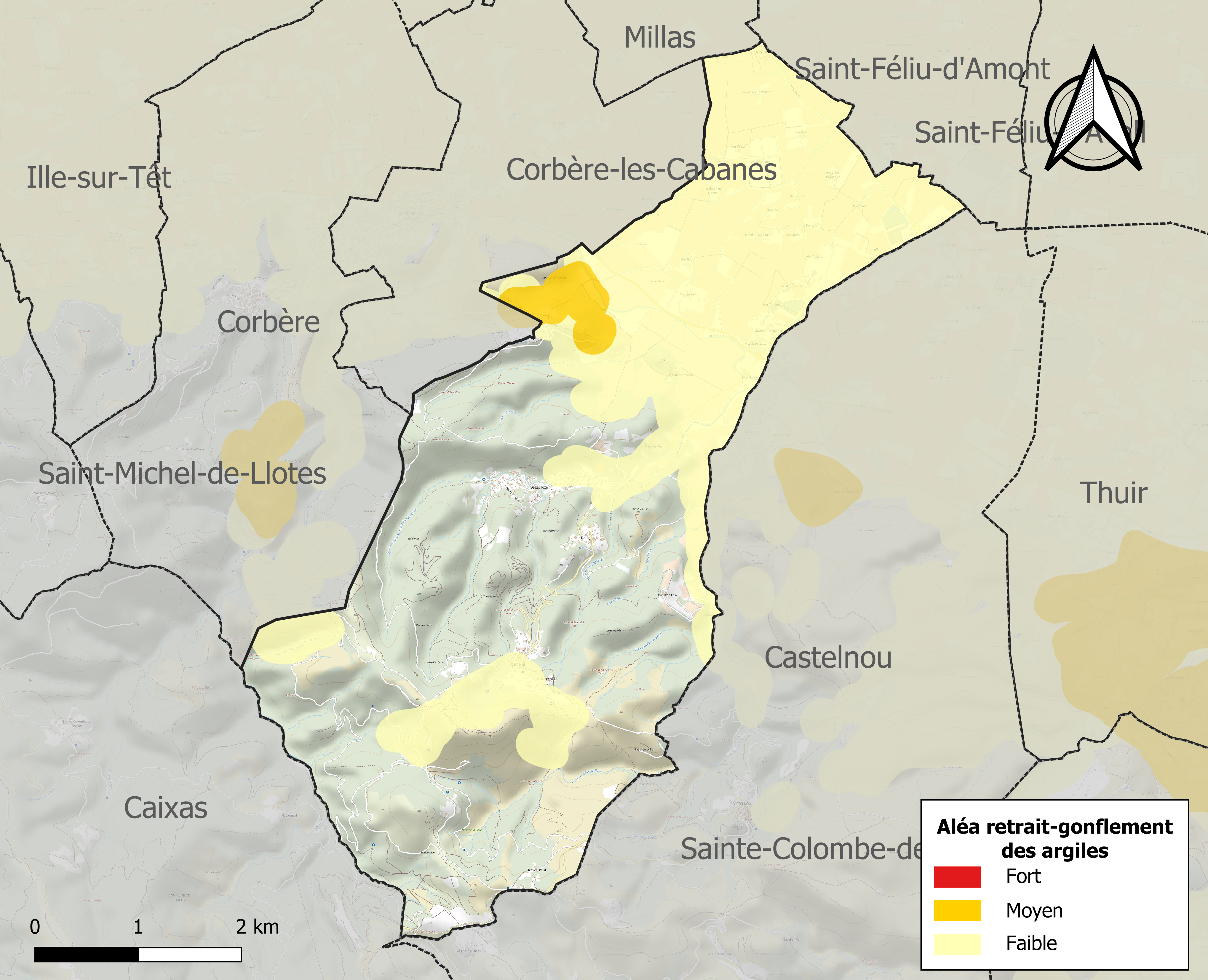
Carte des zones d'aléa retrait-gonflement des argiles.

#### Risque particulier
Dans plusieurs parties du territoire national, le radon, accumulé dans certains logements ou autres locaux, peut constituer une source significative d’exposition de la population aux rayonnements ionisants. Toutes les communes du département sont concernées par le risque radon à un niveau plus ou moins élevé. Selon la classification de 2018, la commune de Camélas est classée en zone 3, à savoir zone à potentiel radon significatif.

## Toponymie
En catalan, le nom de la commune est Cameles.
Selon Jean Sagnes, les premières mentions du nom connues sont Cameles en 878, Camelas en 941 et 1010. Lluis Basseda mentionne un Castro Camelas en 942 et Chamelas, toujours au Xe siècle, puis d'autres formes proches : Cameles, Camillis, Camelles. La commune est encore connue sous le nom de Cameles en 1793, puis Camélas en 1801.
Les rues portent les noms de : carrer de l'Escola, carrer de San Marti, carrer de la Font, carrer dels Cavalls, carrer de la Tramuntana, carrer del Castell, carrer dels Ocells, carrer del Cireres, carrer de l'Església, carrer del Correc, carrer de la Minyona, carrer de la Torre. Les places s'appellent: Plaça mayor dels Aspres, plaça de l'Església. Une plaque de la carrer de la Minyona indique : Camelas, village millénaire qui ne veut pas mourir. Espoir, travail, sourire. Commune libre du moyen vernet.1960.[réf. nécessaire]

## Politique et administration

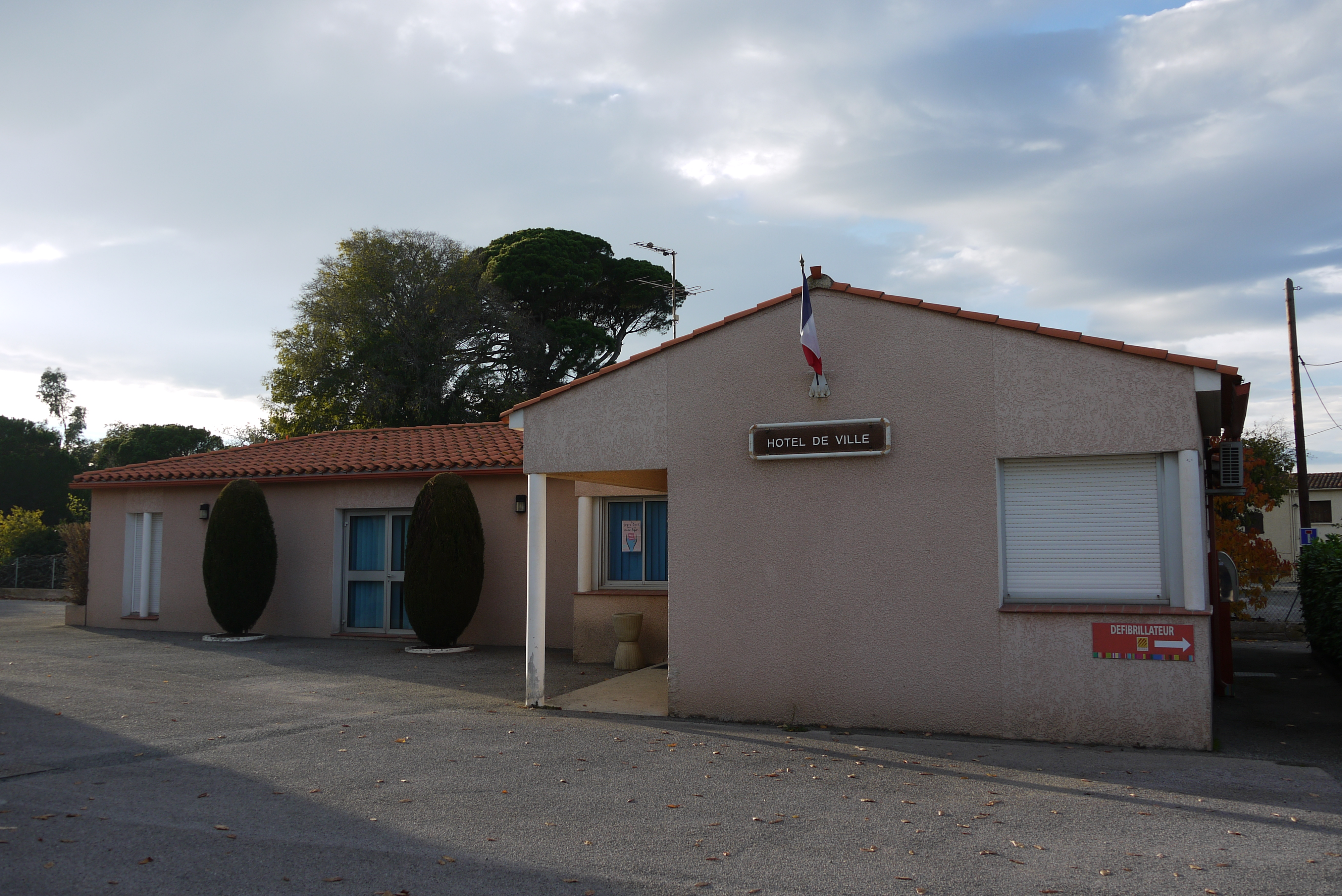
La mairie.

### Canton
Dès 1790, la commune de Camélas est incluse dans le canton de Thuir, qu'elle ne quitte plus par la suite.
À compter des élections départementales de 2015, la commune est incluse dans le nouveau canton des Aspres.

### Liste des maires
| Période   | Période  | Identité             | Étiquette | Qualité |
| --------- | -------- | -------------------- | --------- | ------- |
| 1790      | 1792     | Joseph Brial         |           |         |
| 1792      | 1793     | Jean Estebe          |           |         |
| 1793      | 1797     | Jacques Utzy         |           |         |
| 1797      | 1799     | François Massota     |           |         |
| 1799      | 1815     | Antoine Massina      |           |         |
| 1815      | 1815     | Étienne Brial Cubri  |           |         |
| 1815      | 1830     | Antoine Massina      |           |         |
| 1830      | 1838     | Étienne Brial Cubri  |           |         |
| 1838      | 1841     | André Brial Galbe    |           |         |
| 1841      | 1846     | François Brial Cubri |           |         |
| 1846      | 1868     | Jean Brial Parahy    |           |         |
| 1868      | 1872     | Pierre Brial Brial   |           |         |
| 1872      | 1881     | Joseph Brial Parahy  |           |         |
| 1881      | 1888     | Jacques Aymerich     |           |         |
| 1888      | 1900     | Pierre Brial Brial   |           |         |
| 1900      | 1918     | Baptiste Brial       |           |         |
| 1919      | 1929     | Jean Pastor          |           |         |
| 1929      | 1935     | Emmanuel Roig        |           |         |
| 1935      | 1972     | Jean Baux            |           |         |
| 1972      | 1983     | Jean-Pierre Surjus   |           |         |
| 1983      | 2001     | Isidore Vizcaino     |           |         |
| mars 2001 | En cours | Roger Bort,          | Divers    |         |

## Population et société

### Démographie ancienne
La population est exprimée en nombre de feux (f) ou d'habitants (H).
| 1515 | 1709 | 1720 | 1730 | 1767  | 1789 |
| ---- | ---- | ---- | ---- | ----- | ---- |
| 8 f  | 50 f | 31 f | 68 f | 415 H | 74 f |

Notes :
- 1470 : comptée avec Castelnou ;
- 1515 : dont 2 f pour Bellecroze.

### Démographie contemporaine
L'évolution du nombre d'habitants est connue à travers les recensements de la population effectués dans la commune depuis 1793. Pour les communes de moins de 10 000 habitants, une enquête de recensement portant sur toute la population est réalisée tous les cinq ans, les populations de référence des années intermédiaires étant quant à elles estimées par interpolation ou extrapolation. Pour la commune, le premier recensement exhaustif entrant dans le cadre du nouveau dispositif a été réalisé en 2005.

En 2022, la commune comptait 463 habitants, en évolution de +1,98 % par rapport à 2016 (Pyrénées-Orientales : +3,92 %, France hors Mayotte : +2,11 %).
| 1793 | 1800 | 1806 | 1821 | 1831 | 1836 | 1841 | 1846 | 1851 |
| ---- | ---- | ---- | ---- | ---- | ---- | ---- | ---- | ---- |
| 429  | 425  | 474  | 543  | 593  | 573  | 575  | 601  | 542  |

| 1856 | 1861 | 1866 | 1872 | 1876 | 1881 | 1886 | 1891 | 1896 |
| ---- | ---- | ---- | ---- | ---- | ---- | ---- | ---- | ---- |
| 607  | 599  | 563  | 551  | 517  | 487  | 472  | 460  | 443  |

| 1901 | 1906 | 1911 | 1921 | 1926 | 1931 | 1936 | 1946 | 1954 |
| ---- | ---- | ---- | ---- | ---- | ---- | ---- | ---- | ---- |
| 454  | 503  | 436  | 406  | 409  | 364  | 338  | 305  | 321  |

| 1962 | 1968 | 1975 | 1982 | 1990 | 1999 | 2005 | 2006 | 2010 |
| ---- | ---- | ---- | ---- | ---- | ---- | ---- | ---- | ---- |
| 313  | 289  | 268  | 308  | 323  | 396  | 437  | 438  | 414  |

| 2015 | 2020 | 2022 | - | - | - | - | - | - |
| ---- | ---- | ---- | - | - | - | - | - | - |
| 450  | 459  | 463  | - | - | - | - | - | - |

| selon la population municipale des années : | 1968 | 1975 | 1982 | 1990 | 1999 | 2006 | 2009 | 2013 |
| Rang de la commune dans le département      | 112  | 120  | 112  | 118  | 113  | 112  | 114  | 114  |
| Nombre de communes du département           | 232  | 217  | 220  | 225  | 226  | 226  | 226  | 226  |

### Manifestations culturelles et festivités
- Fête patronale : 21 janvier[44] ;
- Fête communale : 28 août[44] ;
- Fête de l'ermitage Saint-Martin : 11 novembre[44].

## Économie

### Revenus
En 2018, la commune compte 204 ménages fiscaux, regroupant 460 personnes. La médiane du revenu disponible par unité de consommation est de 22 530 € (19 350 € dans le département).

### Emploi
|                | 2008   | 2013   | 2018   |
| -------------- | ------ | ------ | ------ |
| Commune        | 8,9 %  | 7,4 %  | 7,2 %  |
| Département    | 10,3 % | 12,9 % | 13,3 % |
| France entière | 8,3 %  | 10 %   | 10 %   |

En 2018, la population âgée de 15 à 64 ans s'élève à 267 personnes, parmi lesquelles on compte 71,3 % d'actifs (64,2 % ayant un emploi et 7,2 % de chômeurs) et 28,7 % d'inactifs,. En  2018, le taux de chômage communal (au sens du recensement) des 15-64 ans est inférieur à celui de la France et du département, alors qu'en 2008 il était supérieur à celui de la France.
La commune fait partie de la couronne de l'aire d'attraction de Perpignan, du fait qu'au moins 15 % des actifs travaillent dans le pôle,. Elle compte 94 emplois en 2018, contre 81 en 2013 et 75 en 2008. Le nombre d'actifs ayant un emploi résidant dans la commune est de 177, soit un indicateur de concentration d'emploi de 52,9 % et un taux d'activité parmi les 15 ans ou plus de 48,7 %.
Sur ces 177 actifs de 15 ans ou plus ayant un emploi, 26 travaillent dans la commune, soit 15 % des habitants. Pour se rendre au travail, 92 % des habitants utilisent un véhicule personnel ou de fonction à quatre roues, 0,6 % les transports en commun, 1,1 % s'y rendent en deux-roues, à vélo ou à pied et 6,3 % n'ont pas besoin de transport (travail au domicile).

### Activités hors agriculture

#### Secteurs d'activités
43 établissements sont implantés  à Camélas au 31 décembre 2019. Le tableau ci-dessous en détaille le nombre par secteur d'activité et compare les ratios avec ceux du département,.
| Secteur d'activité                                                                                        | Commune | Commune | Département |
| Secteur d'activité                                                                                        | Nombre  | %       | %           |
| --- | ------- | ------- | ----------- |
| Ensemble                                                                                                  | 43      |         |             |
| Industrie manufacturière, industries extractives et autres                                                | 4       | 9,3 %   | (8,7 %)     |
| Construction                                                                                              | 5       | 11,6 %  | (14,3 %)    |
| Commerce de gros et de détail, transports, hébergement et restauration                                    | 13      | 30,2 %  | (30,5 %)    |
| Information et communication                                                                              | 1       | 2,3 %   | (1,9 %)     |
| Activités financières et d'assurance                                                                      | 1       | 2,3 %   | (3 %)       |
| Activités immobilières                                                                                    | 7       | 16,3 %  | (6,2 %)     |
| Activités spécialisées, scientifiques et techniques et activités de services administratifs et de soutien | 8       | 18,6 %  | (13 %)      |
| Administration publique, enseignement, santé humaine et action sociale                                    | 4       | 9,3 %   | (13,9 %)    |

Le secteur du commerce de gros et de détail, des transports, de l'hébergement et de la restauration est prépondérant sur la commune puisqu'il représente 30,2 % du nombre total d'établissements de la commune (13 sur les 43 entreprises implantées  à Camélas), contre 30,5 % au niveau départemental.

#### Entreprises et commerces
Les trois entreprises ayant leur siège social sur le territoire communal qui génèrent le plus de chiffre d'affaires en 2020 sont : 
- SARL Transports Aubert, transports routiers de fret de proximité (2 126 k€)
- Aubert Travaux Agricoles, activités de soutien aux cultures (403 k€)
- Grand Etal Bio, commerce de gros (commerce interentreprises) de fruits et légumes (265 k€)

### Agriculture
La commune est dans la « plaine du Roussillon », une petite région agricole occupant la bande côtière et une grande partie centrale du département des Pyrénées-Orientales. En 2020, l'orientation technico-économique de l'agriculture  sur la commune est la culture de fruits ou d'autres cultures permanentes.
|               | 1988 | 2000 | 2010 | 2020 |
| ------------- | ---- | ---- | ---- | ---- |
| Exploitations | 50   | 29   | 16   | 16   |
| SAU (ha)      | 393  | 366  | 247  | 261  |

Le nombre d'exploitations agricoles en activité et ayant leur siège dans la commune est passé de 50 lors du recensement agricole de 1988  à 29 en 2000 puis à 16 en 2010 et enfin à 16 en 2020, soit une baisse de 68 % en 32 ans. Le même mouvement est observé à l'échelle du département qui a perdu pendant cette période 73 % de ses exploitations,. La surface agricole utilisée sur la commune a également diminué, passant de 393 ha en 1988 à 261 ha en 2020. Parallèlement la surface agricole utilisée moyenne par exploitation a augmenté, passant de 8 à 16 ha.

## Culture locale et patrimoine

### Monuments et lieux touristiques

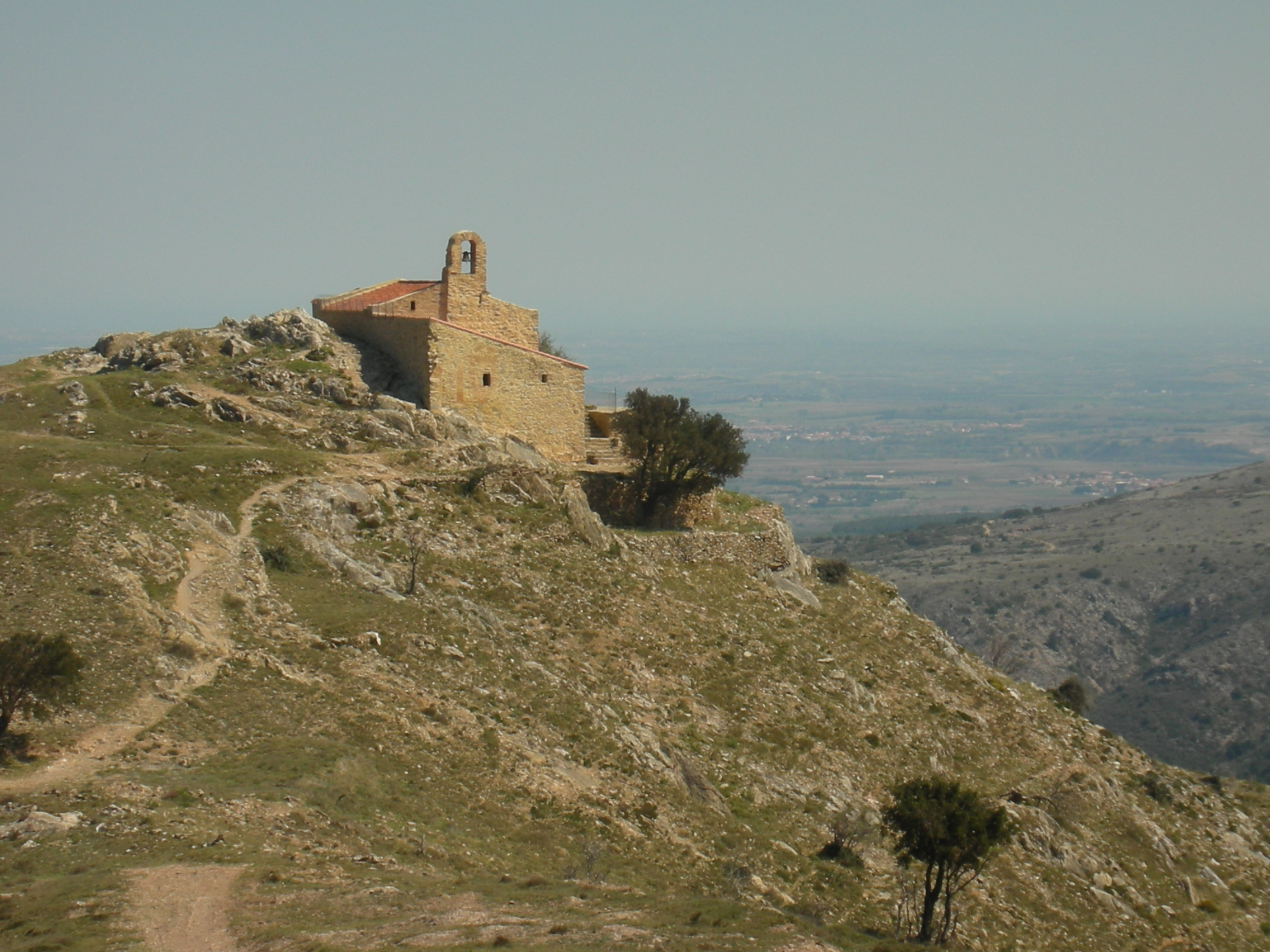
Église Saint-Martin-de-la-Roque

- L'église paroissiale Saint-Fructueux ( Inscrit MH (1964)), édifice roman avec une abside centrale trapézoïdale d'origine carolingienne et entourée de deux absidioles en demi-cercle datant du XIIIe siècle[50].
- La chapelle Saint-Martin de la Roca, située dans les montagnes au sud de la commune. Il s'agit d'une petite chapelle possédant deux nefs et deux absides : celle du côté nord datant du XIe siècle, et celle du côté sud fut ajoutée au XIVe siècle.
- L'église Saint-Michel de Vallcrosa, ancienne église romane transformée en remise.
- Dolmen de la Caixeta ( Inscrit MH (1959)).

### Personnalités liées à la commune
- Andreu Toron (ca) (1815 - 1886) : musicien et facteur d'instruments né à Camélas, inventeur de la tenora.